# Milà becganxut
El milà becganxut (Chondrohierax uncinatus) és un ocell rapinyaire de la família dels accipítrids (Accipitridae). El seu estat de conservació es considera de risc mínim.

## Morfologia
- D'aspecte esvelt i mida mitjana, fa 38-51 cm de llargària amb un pes de 215-397 grams.
- Ventre ratllat i cua amb bandes, però amb una gran variabilitat individual en color i grandària. El color de l'ocell per sobre pot anar del negrós o gris (especialment els mascles) fins al marró o vermellós (les femelles). La gran variabilitat fa que de vegades sigui difícil d'identificar.
- Bec amb la punta notablement corbada cap a baix.

## Hàbitat i distribució
Habita aiguamolls i boscos, especialment en zones empantanegades, de les terres baixes de la zona neotropical, des de l'extrem sud dels Estats Units i Mèxic, a través d'Amèrica Central i Colòmbia, a Veneçuela, Trinitat, Grenada i Guaiana, est i oest del Perú, est dEquador, nord i est de Bolívia i Brasil fins al nord de l'Argentina.

## Sistemàtica
S'han descrit dos subespècies:
- Chondrohierax uncinatus mirus, Friedmann, 1934. A l'illa de Grenada, a les Antilles Menors.
- Chondrohierax uncinatus uncinatus (Temminck, 1822). A la major part de l'àrea de distribució.

Alguns autors consideren el milà de Cuba (Chondrohierax wilsonii) una subespècie del milà becganxut.